# Матвиец, Роман Михайлович
Роман Михайлович Матвиец (укр. Рома́н Миха́йлович Матвіє́ць; 13 июня 1989 — 23 июля 2016) — украинский военный, старшина Вооруженных сил Украины, заместитель командира группы 8-го отдельного полка специального назначения. Участник войны на востоке Украины. Герой Украины (2019).

## Биография
Родился в 1989 году в Хмельницкой области, службу в рядах вооруженных сил Украины проходил в составе 8-го отдельного полка специального назначения (войсковая часть А0553) с 2008 года. В войне на Юго-Востоке Украины участвовал начиная с 2014 года, занимая должность заместителя командира группы специального назначения.
Погиб в бою 23 июля 2016 около деревни Новозвановка Попаснянского района Луганской области в столкновении с диверсионно-разведывательной группой народной милиции ЛНР.

## Награды
- Звание Герой Украины с вручением ордена «Золотая Звезда» (5 декабря 2019, посмертно) — «за исключительное мужество и героизм, проявленные в защите государственного суверенитета и территориальной целостности Украины»[1];
- Орден «За мужество» III степени (6 апреля 2018, посмертно) — «за личное мужество и самоотверженные действия, проявленные в защите государственного суверенитета и территориальной целостности Украины, образцовое выполнение военного долга»[2];
- Медаль «За военную службу Украине» (6 января 2016) — «за личное мужество и высокий профессионализм, проявленные в защите государственного суверенитета и территориальной целостности Украины, верность военной присяге»[3].